# Ħaġar Qim
Ħaġar Qim (malteško, angleško Standing/Worshiping Stones, stoječi ali čaščeni kamni, je megalitski tempeljski kompleks na sredozemskem otoku Malti iz ggantijske dobe (3600–3200 pr. n. št.).  Megalitska svetišča na Malti so med najstarejšimi verskimi kraji na Zemlji , ki jih je odbor za svetovno dediščino opisal kot "edinstvene arhitekturne mojstrovine". Leta 1992 je Unesco razglasil, da so Ħaġar Qim in štiri druge malteške megalitske strukture svetovna dediščina.  V. Gordon Childe, profesor za predzgodovinsko evropsko arheologijo in direktor Inštituta za arheologijo na univerzi v Londonu od leta 1946 do 1957,  je obiskal Ħaġar Qim. Napisal je: "Obiskal sem prazgodovinske ruševine po vsem Sredozemlju, od Mezopotamije do Egipta, Grčije in Švice, vendar nikjer nisem videl tako starega mesta, kot je to."
Graditelji so za gradnjo templja uporabljali globigerinski apnenec (globigerina je rod planktonskih luknjičark, ki so naselile svetovne oceane od sredine jure).  Zaradi hudih vremenskih vplivov in površinske erozije je bil tempelj v tisočletjih precej poškodovan. Leta 2009 je bil zgrajen zaščitni šotor. 

## Pregled
Megalitni kompleks je na južnem robu otoka Malte, na grebenu, omejenem z mehkim globigerinskim apnencem. Vsa izpostavljena kamnina na otoku je bila odložena med oligocenskim in miocenskim geološkim obdobjem. Ta apnenec je druga najstarejša kamnina na Malti in zavzema približno 70 % površine otoka.  Graditelji so ga uporabljali pri gradnji templjev.
Za tempeljsko fasado so značilni trilitni vhod, zunanja klop in ortostati (vrsta velike kamnite plošče na koncu). Ima širok prostor pred templjem z zadrževalno steno in prehod skozi središče zgradbe, oblikovan po prilagojeni malteški megalitski zasnovi.  Poseben vhod omogoča dostop do štirih neodvisnih ograjenih prostorov, ki nadomestijo severozahodno apsido. 
Značilnosti tempeljske arhitekture razkrivajo, da so veliko pozornosti namenili nastanitvi živali, ki so jih žrtvovali, žgalnim daritvam in obrednim prostorom. Vdolbine so bile uporabljene za hranjenje ostankov žrtvovanih živali. Pri izkopavanju so odkrili številne kipce božanstev in odlično okrašeno keramiko.
V templju ali okolici ni grobov, niti v malteških templjih niso odkrili nobenih človeških kosti.  Našli pa so kosti številnih živali. Pokazalo se je, da je bil kompleks Ħaġar Qim zgrajen v treh fazah, začeli so s severnimi apsidami – staremu templju je sledil nov tempelj in končno celotna struktura.
Nekaj sto metrov od templja je eden od trinajstih stražnih stolpov, ki jih je zgradil veliki mojster Martin de Redin, in se imenuje stolp Ħamrija. V bližini je spomenik generalu siru Walterju Norrisu Congrevu, guvernerju Malte od leta 1924 do 1927. Vas Qrendi je še 2 km jugozahodno od tempeljskega kompleksa.

## Tempeljski kompleks
Sestavljajo ga glavni tempelj in tri dodatne megalitske strukture. Glavni tempelj je bil zgrajen med 3600 in 3200 pr. n. št. Severne ruševine so precej starejše. Zunanji vhod je notranji prehod in povezuje šest velikih komor. Desna apsida je zgrajena kot lok, ki preprečuje spuščanje navpičnih plošč navznoter. Zunanja stena, zgrajena iz velikih pokončnih blokov, projicira navznoter, s čimer ustvarja izredno trdno zgradbo. Ta vhodni prehod in prvo dvorišče sledita malteškemu megalitskemu vzorcu, vendar pa je bila ta oblika precej spremenjena, ko je gradnja napredovala. Severovzhodno apsido so nadomestili s štirimi neodvisnimi zaprtimi prostori.
Ħaġar Qim ima osnovno arhitekturno zasnovo podobno kot tempeljski kompleks Mnajdra, Tarxien in Ġgantija. Osnovna oblika vključuje prostor pred templjem in fasado, podolgovate ovalne komore, polkrožne vdolbine in osrednji prehod, ki povezuje komore. Ta konfiguracija se običajno imenuje trilist (trifoil). Morda oblika templja posnema sveto skulpturo, ki je v njih. 

## Prostor pred templjem
Območje pred zunanjo steno zaseda obsežen rob, tlakovan z velikimi, nepravilnimi ploščami. To so trdna tla, prekrita z velikimi bloki, ki so bili nekoč del sten ali vrsta komor. Eden od tlakovcev je preboden, teorija pravi, da se je uporabljal kot kamin.  Predprostor je zelo podoben predprostoru v južnem templju v Mnajdri.

### Stanovanjske hiše in bastijon
Skupina srednje velikih kamnov sestavlja majhna, polkrožna območja, ki se običajno imenujejo "stanovanjske hiše". Poleg teh štirih pravokotnih monolitov (velikih kamnov) debeline približno 2 metra je pravokoten prostor, ki pusti vhod v en kot.
Bastijon je obkrožen s templjem in je zgrajen iz velikih kamnitih blokov. Njegova zahodna stena je dolga približno 20 metrov, zaobljena proti glavnemu templju in zunanjemu svetišču, verjetno zaradi zaščite pred divjimi živalmi, ki so takrat živele na otokih.  Tempelj je bil ugleden tudi kot svet prostor.
Na fasadi je največji kamen, ki je bil uporabljen v malteški megalitski arhitekturi, tehta 57 ton.  Pokončni menhir je visok 5,2 m. Erozija je prizadela zunanjo južno steno, kjer so ortostati izpostavljeni morskim vetrovom. V tisočletjih je tempelj prestal hude vremenske razmere in površinsko erozijo. 

### Severni tempelj
Severni tempelj je najstarejši del, ima ovalno komoro s polkrožno apsido na vsaki strani. Za drugim vhodom je še ena komora s podobnimi apsidami.
Severni tempelj ima tri izolirane plasti tal . Tlak na najvišji ravni ni zaznamovan z daritvenim ognjem v primerjavi s spodnjimi plastmi. Z različnimi metodami, ki se uporabljajo pri poliranju kamna, so znanstveniki utemeljili, da trije sloji tlaka ponazarjajo tri glavne premike v konstrukciji.
Ob stenah severnega templja in drugih delih strukture so kamnite krogle različnih velikosti. Domnevajo, da so bili to valji, ki so se uporabljali za prevoz megalitov . Izkopi so pokazali, da so ti valji zakopani pod megalite, kar prispeva k trdnemu temelju.

### Ženski prostori
Prva niša severnega templja ima okrogel kamnit steber in pravokotno ploščo, ki je navpično pred stebrom. Opore na plošči so kroglaste vdolbine, ki so morda bile držala, v katerih so stale majhne posode za obredno zlivanje tekočin (libacija). Za izkopane posode je značilen poseben ovalen podstavek, ki je zasnovan tako, da stoji pokončno, če je postavljen na ploščo.
Ostanki vertikalnih blokov, ki so nekoč obrobljali vdolbine, so še danes opazni. Desno od te komore je še ena odprtina z akustično odprtino, imenovano "orakljeva luknja". Zvok je prešel z glavne komore v vdolbino in nasprotno. Luknja je bila povezana tudi s poletnim solsticijem. Na desni strani komore je vodoraven blok, ki se je lahko uporabljal za sedenje.

### Glavni tempelj
Za tempeljskim vhodom je ovalen prostor, dolg 14,3 m in širok 5,5 m, z velikimi kamnitimi stenami, ki je bil prvotno prekrit. Dve apsidi sta ločeni od osrednjega dvorišča z dvema navpičnima ploščama, ki sta prebodeni s pravokotno odprtino. Te odprtine naj bi bile okrašene z zavesami, da bi omejili dostop do stranskih apsid.
Središčno območje je tlakovano z dobro postavljenimi gladkimi bloki, vzdolž obzidja pa so nizki kamniti oltarji, prvotno okrašeni z jamskimi znamenji. Nekateri od teh blokov so umazani od ognja. Leta 1839 so arheologi na tem dvorišču odkrili pomembne predmete, ki so zdaj razstavljeni v muzeju v Valletti. To so kamniti kipci, oltarni kamen z globokimi rezbarijami, ki ponazarjajo rastline, kamnita plošča s spiralami v reliefu in premaknjen pragoven kamen.
Desna apsida je nekoč imela ogrado, morda za zadrževanje živali. Leva apsida ima na levi visok oltarni trilit, dva na desni in en v manjši komori. Dodatna komora združuje osrednje dvorišče, nišo in desno apsido.

### Niše
Vhod v majhno ogrado sledi izdelani označeni jami, ki jo obdajajo izrazito oblikovani kamniti oltarji z zaobljenimi in dvignjenimi robovi. Noga enega oltarja je prebodena z dvema eliptičnima luknjama, ena nad drugo.
Vhod v ogrado je dobro utrjen in lepo obdan s ploščami na koncu. Prag ima nekaj koničnih jarkov, povezanih na vrhu, ki prikazujejo "vrvne luknje" , ki jih vidimo v številnih drugih malteških templjih. Težke plošče sestavljajo nišo levo od vhoda, na desni ima cela oltar, zgrajen iz enega samega kamnitega kamna, in je globoko razbarvan z ognjem. Domnevajo, da je bil ta prostor najsvetejši prostor templja.
Na prednjem delu ograde se prehod razširi v štirikotno območje z izdelano celo na koncu. Plošča višine 0,9 m blokira vhod v celo na ravni tal, druga plošča pa na dveh stebrih. Ta postavitev zmanjša celoten odsek v odprtino, podobno pravokotnemu oknu. Poleg te odprtine je majhna soba. Prvi, ki so izkopavali, niso poročali, kaj je bilo ugotovljeno v tem prehodu. V primerjavi s templji v Tarxienu se domneva, da so bile v njem kosti žrtvovanih živali in obredno zlomljena keramika.

### Vodni kraj
Il-Misqa (angleško Watering Place – vodni kraj) je ravno območje golega kamna na vrhu hriba blizu tempeljskega kompleksa. Ima sedem zvonastih rezervoarjev , ki pozimi še vedno zadržujejo deževnico s povprečno količino padavin. Od sedmih ima pet izvirov vodo; trije izviri nimajo več vode, so najgloblji in so povezani kot ena sama cisterna skozi podzemne kanale. Monolit prekriva eno od suhih lukenj in domnevajo, da je bil uporabljen za črpanje vode iz vrtine. Osmi izvir pa je zaraščen s figovim drevesom.
Vodni kanali, vrezani na površino skale, porazdelijo deževnico v vodnjake posamično, voda v kateri koli vdolbini pa se ohranja sorazmerno, kot tista v neposrednem sosednjem izviru.

## Izkopavanje in rekonstrukcija
Ħaġar Qim so prvič raziskali kraljevi inženirji leta 1839 na javne stroške v obdobju guvernerja sira Henryja Bouverieja J. G. Vanca. V dveh kratkih mesecih je uradnik izdelal načrt zgradb in poslal v Valletto kamnit oltar, okrašeno ploščo in sedem kamnitih kipcev, ki so zdaj razstavljeni v muzeju v Valletti. Poročilo o njegovih izkopavanjih je bilo objavljeno leta 1842. 
Leta 1885 je dr. A. A. Caruana opravil nadaljnja izkopavanja in objavil dolgo poročilo z izdelanimi načrti, deli in stališči, ki jih je pripravil dr. Philip Vassallo z oddelka za javna dela.
Nadaljnja izkopavanja so bila leta 1909, in sicer sta izkopavala sir Themistocles Zammit in Thomas Eric Peet. Britanska šola v Rimu je usmerjala poznejša izkopavanja, da bi zagotovila poistovetenje vseh ruševin na območju Ħaġar Qima. 
Sir Themistocles je bil v raziskovalnem svetu, ki je bil določen na prvem mednarodnem kongresu predzgodovinske in prazgodovinske znanosti ( First International Congress of Prehistoric and Protohistoric Science).
Leta 1910 so bila okoliška polja skrbno preiskana, ruševine pa so natančno pregledali člani britanske šole v Rimu, ki so popravili nekatere poškodovane strukture in naredili bogato zbirko črepinj, kremenovih, kamnitih in glinenih predmetov, ki so zdaj shranjeni v muzeju v Valletti.
Tempelj je bil uvrščen na seznam starin leta 1925. 
17. septembra 1949 so odkrili tri kipce in več kosov veliko večjega kamnitega kipa, pokopanega pod pravokotnim kamnom. 31. marca 1950 je bila odkrita Malteška venera, ki ima podobne značilnosti kot kipci iz Ħaġar Qima. Odsotnost spolnih značilnosti na bolj razvitih vrstah malteških kultnih kipcev lahko pomeni, da ne predstavljajo dejanskega spola. 
V 1950-ih je bilo malo storjeno, da bi obnovili tempelj, razen za okrepitev ali zamenjavo več kamnov, vključno z nadstreškom. Zavetje  je zgradila Heritage Malta, da bi zaščitili templje pred nadaljnjo erozijo. V bližini templja je bil nad prvotno majhno restavracijo zgrajen center za obiskovalce. Tu je avditorij za avdiovizualno predstavitev in razstavni prostor, v katerem so predmeti in reprodukcije iz arheološkega muzeja ter interaktivni razstavni predmeti.
Nove strukture so bile v središču nekaterih polemik. Po poročilih Agencije za okolje in načrovanje (Malta Environment and Planning Authority) so bile gradnje omejene na kamnolom Magħlaq (v bližini Mnajdre) in ne poleg templjev Ħaġar Qim, zato so zavajajoče. 

## Galerija
- Vhod v megalitski tempelj
- Detajl vrat v sobo
- Dekoracije
- Južna stena Ħaġar Qima
- Malteška venera izraža visoko razvito estetiko
- Notranjost megalitske strukture